# Claudia Kierner
Claudia Kierner (* 5. September 1983) ist eine ehemalige deutsche Fußballspielerin.

## Karriere

### Verein
Kierner gehörte von 2002 bis 2004 dem Kader des FC Bayern München an und gab ihr Debüt am 20. Mai 2001 (20. Spieltag) beim 1:1-Unentschieden im Auswärtsspiel gegen den FSV Frankfurt mit Einwechslung für Ramona Matheis in der 80. Minute; es war ihr einziges Bundesligaspiel in ihrer Premierensaison. In den beiden Folgespielzeiten wurde sie insgesamt 33 Mal von Beginn an in Punktspielen eingesetzt. In ihrer letzten Saison bestritt sie an zwei aufeinander folgenden Spieltagen ihre Punktspiele; am 19. Oktober 2003 (4. Spieltag) absolvierte sie 90 Minuten beim 4:2-Sieg im Heimspiel gegen den SC Freiburg und eine Woche später, beim 1:1-Unentschieden im Auswärtsspiel gegen den FFC Brauweiler Pulheim, wurde sie zur zweiten Halbzeit für Angelika Seidl ausgewechselt.

### Nationalmannschaft
Kierner bestritt im Jahr 2002 acht Länderspiele für die U19-Nationalmannschaft. Sie debütierte am 20. Februar beim 2:2-Unentschieden im Testspiel gegen die italienische Auswahl mit Einwechslung für Sarah Günther-Werlein in der 78. Minute. Nach zwei weiteren Test-Länderspielen im März und April nahm sie mit der U19-Nationalmannschaft an der vom 2. bis 12. Mai in Schweden ausgetragenen Europameisterschaft teil. Sie bestritt einschließlich des in Helsingborg ausgetragenen Finales, das mit 3:1 gegen die Auswahl Frankreichs gewonnen wurde, alle fünf Turnierspiele.

## Erfolge
- U19-Europameister 2002